# Paróquia Nossa Senhora de Nazaré (Antônio Dias)
A Paróquia Nossa Senhora de Nazaré é uma divisão da Igreja Católica sediada no município brasileiro de Antônio Dias, no interior do estado de Minas Gerais. A paróquia faz parte da Diocese de Itabira-Fabriciano, estando situada na Região Pastoral III. Foi criada em 6 de dezembro de 1830.